# Georg Bleibtreu
Georg Bleibtreu född 27 mars 1828 i Xanten, död 16 oktober 1892 i Berlin, var en tysk konstnär känd för många krigsmålningar. Han var far till författaren Karl Bleibtreu.
Han fick sin utbildning i Düsseldorf och bosatte 1858 slutligen i Berlin. Hans första arbeten är scener från Schleswig-holsteinska kriget 1848 till 1849. Därefter målade han Slaget vid Grossbeeren, Slaget vid Waterloo och flera andra skildringar av tyska krig. Från Dansk-tyska kriget 1864 framställde han bland annat Övergången till Als, och av hans målningar från kriget 1866 mellan Preussen och Österrike är Slaget vid Königgrätz mest känd. Under Fransk-tyska kriget befann han sig som krigskonstnär i kronprinsens av Preussen stab. Bland hans målningar från kriget märks General Hartmann med bajrarna framför Paris och Kapitulationen vid Sedan. I Berlins tyghus finns tre stora väggmålningar av honom, Maning till mitt folk, Det preussiska gardets angrepp på Saint-Privat och Blüchers och Wellingtons sammanträffande på aftonen av slaget vid Waterloo.

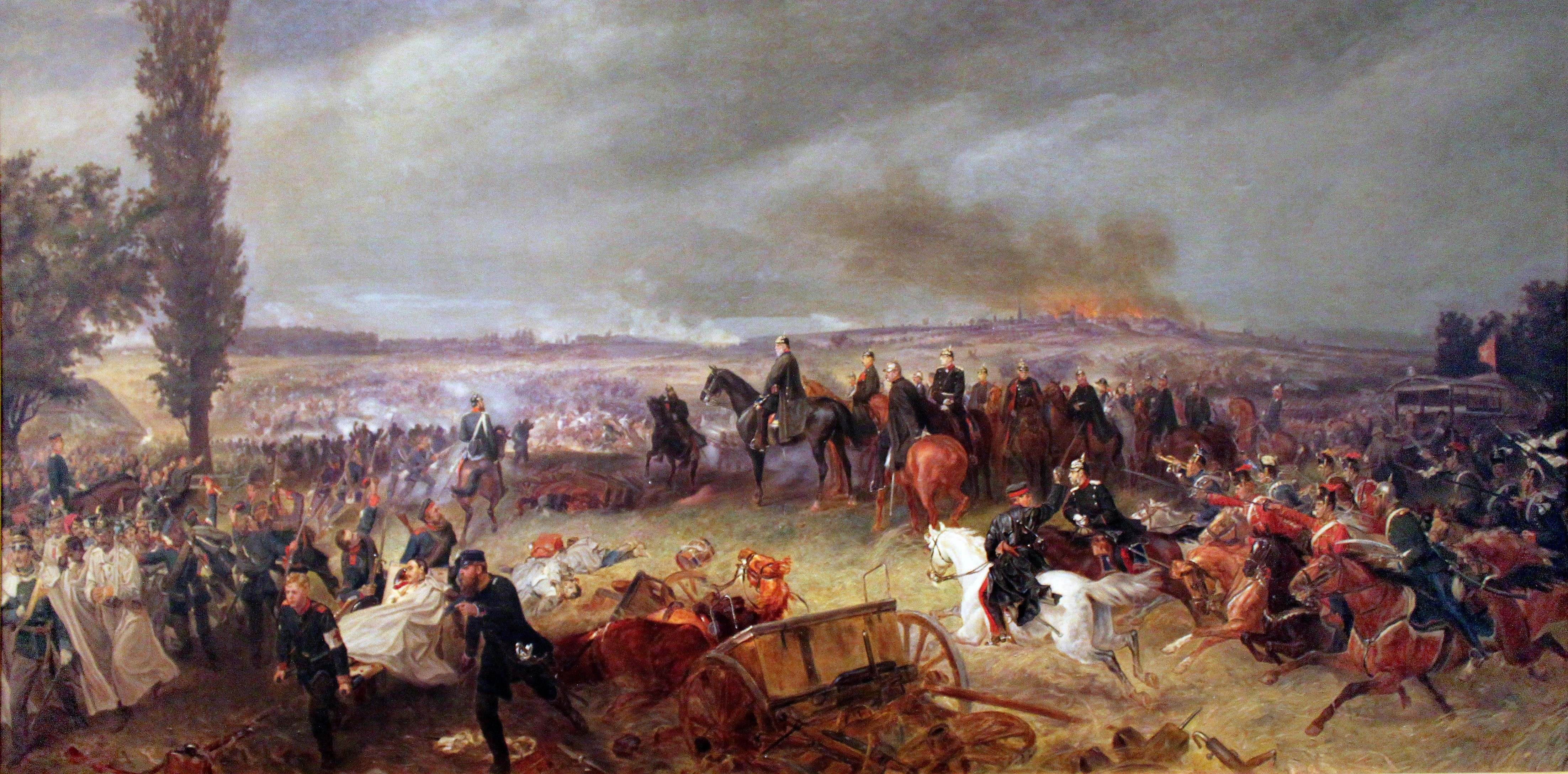
Slaget vid Königgrätz

## Fotnoter
1. 1 2  RKDartists, RKDartists-ID: 121094, läst: 23 augusti 2017.[källa från Wikidata]
2. 1 2  Georg Bleibtreu, Benezit Dictionary of Artists (på engelska), Oxford University Press, 2006 och 2011, ISBN 978-0-19-977378-7, Benezit-ID: B00020840.[källa från Wikidata]
3. ↑  Andreas Beyer & Bénédicte Savoy (red.), Artists of the World Online, K.G. Saur Verlag och Walter de Gruyter, 2009, 10.1515/AKL, Artists of the World konstnärs-ID: 10128772.[källa från Wikidata]
4. 1 2  abART, abART person-ID: 159915, läst: 1 april 2021.[källa från Wikidata]